# Логореци, Мария
Мария Логореци (алб. Marie Logoreci; 23 сентября 1920, Шкодер, Албания — 19 июня 1988, Тирана, Албания) — албанская актриса

 кино и театра. Начала свою карьеру в качестве певицы на Радио Тираны (1945), а затем впервые выступила в роли актрисы в фильме Великий воин Албании Скандербег (1953). Считается великой актрисой албанского кино и иконой Национального албанского театра. За свои достижения удостоилась высочайших наград — звания Народной артистки Албании (1975) и Ордена "Честь нации" (2015).

## Ранний период жизни
Мари родилась в городе Шкодер, Албания. Её отец Палок Курчия (Palok Çurçija), был ремесленником, а мать, Роза — домохозяйкой. Мария очень рано столкнулась с семейными финансовыми трудностями и нестабильной политической обстановкой. Некоторое время Логореци проучилась в местной церковной школе для девочек. Позже поступила в гимназию. Тогда начала заниматься рисованием и пением. Во время уроков вокала она аккомпанировала себе на гитаре и мандолине. Не любила математику и религиозные занятия. Со времен её детства сохранилось только 20 рисунков. Также она училась итальянскому и черногорскому языку.
Мария хотела слушать популярные рассказы, легенды и эпические песни Северной Албании, которые слышала в кругу своей семьи. Её знание албанского фольклора и этнографии стало её новой страстью.
Когда ей исполнилось 17 лет, девушка навсегда переехала в Тирану и вышла замуж за Коле Логореци (алб. Kolë Logoreci), экономиста, который только что вернулся с учёбы из Вены (Австрия). В качестве хобби Коле увлекался музыкой и был членом Общества друзей музыки в Вене, в течение почти пяти лет брал урокии игры на скрипке. У него была отличная карьера в качестве служащего главного государственного бюджетного департамента. Он также был удостоен высокой награды Орден Скандербега. Коле был сыном уважаемого педагога и лингвиста Мати Логореци (алб. Mati Logoreci). Он был потомком семьи Logoreci, название которого известно с 1300 года с имени Logoreseos
.

## Певица
Художественная жизнь Марии как певицы началась на радио Тираны в 1945 году. Она пела народные песни региона Шкодер и Средней Албании в прямом эфире радио.
Параллельно певица продолжала изучать пение и один год изучала канто в тиранском художественном лицее под руководством сопрано Jorgjia Filçe-Truja (народная артистка Албании).
Мария также участвовала в различных концертах в Албании и Болгарии. Она исполнила около 100 различных песен на радио Тираны в течение 1945—1947 годов.

## Актриса театра
В 1947 году она стала ведущей певицей в национальным хоре, давала концерты в туре по Албании и за её пределами. В том же году ей предложили главную драматическую роль в представлении Национального театра Албании.
Она быстро зарекомендовала себя как сценическая, театральная актриса.
Главные работы Марии Логореци:
- Алиса Лэнгдон, капризная и консервативная расистская буржуазная дама в спектакле Джеймса Гоу (1907—1952) и жертвы маккартизма Арно Д‘Юссо «Глубокие корни» (Deep are the roots).
- Королева Гертруда в "Гамлете".
- Фатима, жертва придворных интриг, покорная и высокомерная в «Халиль и Хайрия».
- Бернарда Альба, тёмная холодная леди в пьесе "Дом Бернарды Альбы", драме Лорки.

В общей сложности Логореци сыграла более 40 ролей — в пьесах Шекспира, Мольера, Федерико Лорки и Горького. Она продемонстрировала свои особые художественные способности. Уроки вокального мастерства немало помогли Мари и на сцене — ей удалось получить чёткие знания об акустике и её секретах. Позже Логореци решила не ограничиваться исключительно актёрской деятельностью и попробовала себя в качестве режиссёра-постановщика. Как постановщик она также внесла немалый вклад.
Мария оставалась великой театральной актрисой. Своё искусство она оттачивала наблюдениями за течением чужой жизни. Способности художницы помогали ей подмечать мельчайшие детали. Она накопила достаточно опыта, чтобы позже воплотить его в своих спектаклях и могла передать боль, протест, восстание, ненависть, цинизм, коварство, лицемерие. В своих спектаклях Логореци подтверждала свою индивидуальность и личный рост в искусстве.

## Кинокарьера
Мария была одним из пионеров албанского кинопроизводства. Она дебютировала в первом албанском фильме — 12-минутной короткометражке, продюсером которой выступила государственная киностудия «Новая Албания». Первым важным фильмом, в котором она снялась, был «Великий воин Албании Скандербег». Самая незабываемая роль, которую она сыграла в фильме — это Локе в «Toka Jone» ("Наша земля").

## Фильмография
- Великий воин Албании Скандербег — алб. Skënderbeu - Lufëtari i madh i Shqipërise (1953)
- Её дети — Fëmijet e saj (1957)
- Tana — Tana (1958)
- Специальное задание — Detyrë e posaçme (1963)
- Наша земля — Toka Jonë (1964)
- Фортуна на побережье — Oshëtimë në bregdet (1966)
- Партизанский отряд — Njësiti guerril (1969)
- Операция Огонь — Operacioni Zjarri (1973)
- Генерал мертвой армии — Gjenerali i Ushtrisë së Vdekur, TV (1976)
- С середины тьмы — Nga mesi i errësirës (1978)
- Тост на моей свадьбе — Dollia e dasmës sime (1978)
- Небольшой отряд — Çeta e vogël (1979)

## Театр
Самые известные роли:
- Русский вопрос (фильм) — Çështja ruse (1947) — Джесси
- Тартюф, или Обманщик — Tartufi (1947) — Эльмира
- Глубокие корни — Rrenje te thella (1949) — Алиса Лэнгдон
- Заговор обречённых — Komplloti i te denuarve (1950) — Христина Падера
- Халиль и Хайрия — Halili dhe hajrija (1950) — Fatima // Автор: Кол Йакова
- Шесть влюбленных — Gjashte dashnoret (1952) — Алёна Петровна // Автор: Арбузов, Алексей Николаевич
- Ревизор (комедия) — Revizori (1952) // Автор: Гоголь, Николай Васильевич
- Наша земля — Toka jone (1954) — Локе
- Коварство и любовь — Intrige e dashuri (1957) — леди Мильфорд
- Семь горцев — Shtate Shaljanet (1958) — Triga // Автор: Ндрек Луца
- Гамлет — Hamleti (1960) — Гертруда // Автор: Шекспир, Уильям
- Дом Бернарды Альбы — Shtepia e Bernarda Albes (1961) — Бернарда Альба // Автор: Гарсиа Лорка, Федерико
- Мораль мадам Дульской — Morali i zonjes dulska (1962) — Тадрахова
- Великая стена — Muri i madh (1966) — Мать Июн
- Перколджинайт — Perkolgjinajt (1966) — Мара // Автор: Кол Йакова
- Дрита — Drita (1967) — Манусхаче // Режиссёр Мария Логореци
- девушка с гор — Cuca e maleve (1967) — Пренда // Автор: Кол Йакова
- Крыша каждого — Çatia e te gjitheve (1968) — Пожилая женщина
- Большое наводнение — Permbytja e madhe (1977) — Гйела // Автор: Кол Йакова

## Награды и почетные звания
- Заслуженная артистка (Artiste e Merituar), 1961
- Орден Наим Фрашери (Urdhri «Naim Frashëri»), 1969
- Народная артистка (Artiste e Popullit), 1975
- Орден Честь Нации (Nderi i Kombit), 2015